# Johan Cajanus
Johan Cajanus den yngre, född 27 december 1655 i Paldamo, död 27 juni 1681 i Åbo, var en finländsk poet och filosof.
Johan Cajanus var son till kyrkoherden Johan Cajanus den äldre. Han gick sin första undervisning i hemmet och blev därefter 1664 elev vid skolan i Kajaneborg, vid skolan i Uleåborg 1665 och vid skolan i Nykarleby. 1670 sändes han till Uppsala universitet, där han blev filosofie magister 1679. 1680 begav sig Cajanus till Åbo akademi, där han samma år blev extraordinarie professor i filosofi. Han hoppades 1681 överta professuren i praktisk filosofi, historia och moral men motarbetades av konsistoriet och uppfördes på andra förslagsrummet trots den nyligen avlidne kanslern Per Brahes rekommendation. Orsaken var främst Cajanus cartesianska åsikter. Hans disputationer visar dock att han försökte sammanjämka den cartesianska världsåskådningen med luthersk renlärighet. Cajanus författade även en psalm på finska, Etkös ole ihmisparka, översatt till svenska av Frans Michael Franzén, vilket är ett av de äldsta mer framstående konstdiktverken på finska.